# Iti
Iti (græsk: Οίτη, polytonisk Οἴτη, Oiti, også omskrevet som Oite eller Oeta) er et bjerg i Centralgrækenland, der ligger som en sydøstlig udløber af Pindus-området. Det er 2.152 meter højt høj. Siden 1966 har bjergets kerneområde været en nationalpark, og meget af resten af området er blevet erklæret som et særligt område under Natura 2000.

## Beliggenhed og beskrivelse
Iti-bjerget ligger på grænsen til de regionale enheder Fokis i syd og Phthiotis i nord. Dens nordlige side har et stejlt og utilgængeligt terræn, hvor det falder ned mod floden Spercheios og danner en række dybe kløfter - hvoraf den mest berømte er Gorgopotamos, med floden af samme navn. Nogle af kløfterne har store vandfald, herunder Kremastos-vandfaldet, der betragtes som den højeste i det centrale Grækenland. Mod øst er Iti defineret af kløften ved floden Asopos (Ασωπός), som danner sin grænse med det nærliggende bjerg Kallidromo. De sydlige skråninger i Iti er mere jævne og grænser op til bjergene Vardousia mod sydvest og Giona mod sydøst. På sin vestlige skråning er Iti adskilt fra bjerget Goulina af dalen ved floden Vistriza (Βίστριζα), det gamle Inachos (Ίναχος). Iti har en kompleks hydrogeologi. Kalksten og flysch kombineret med en kompleks geomorfologi kombineres til at skabe et stort netværk af jordfaldshuller og huler, der giver anledning til mange kilder, små floder og sæsonbetonede damme på de vigtigste plateauer, hovedsageligt dem i Livadies (Λιβαδιές), Amaliolaka (Αμαλιόλακα) og Katavothra (Καταβόθρα). Tre store floder har deres udspring fra bjerget: Gorgopotamos og Asopos fra øst og Vistriza/Inachos fra vest, som alle er bifloder til Spercheios. Vandløbene på den sydlige skråning løber ud i floden Mornos. Bjergets højeste top, Pyrgos (Πύργος), har en højde på 2.152 moh. mens den næsthøjeste er Greveno (Γρεβενό) på 2.117 moh.

## Nationalpark
I 1966 blev Iti-bjerget den sjette af Grækenlands nationalparker i overensstemmelse med kongelig anordning 218/1966. Med et areal på 7.000 hektar, hvoraf 3.370 udgør kernezonen og 3.630 periferien, dækker parken cirka en fjerdedel af bjergets område og er den tredjestørste i Grækenland. Enhver menneskelig aktivitet, der på nogen måde påvirker lokalmiljøet, er forbudt inden for nationalparkens grænser, ligesom det er en del af Natura 2000-netværket. Iti-bjerget omfatter også to naturreservater, hvor jagt er forbudt: Skasmeni Frantzi-Dyo Vouna-området på de nordøstlige skråninger og Oiti-Pavliani-området på den sydøstlige del. Nationalparken og de beskyttede områder overvåges af ledelsesorganet i Mt. Oiti National Park, der blev oprettet som et agentur for miljøministeriet i 2002 (lov 3044/2002).

## Fauna
I parken findes rådyr, vildsvin og hare. Balkangemsen lever på bjerget og er nationalparkens symbol. Store rovdyr i regionen er brune bjørne, ulve og vildkatte. Blandt amfibierne findes bjergsalamander, der lever i parken men er truet.
Parken er også vært for et stort udvalg af fuglearter. Der findes flere arter af spætter, såsom gråspætte, den hvidrygget flagspætte, sortspætte og syrisk flagspætte. Andre fuglearter omfatter Hortulan, bjerglærke, sanglærke, markpiber, alpejernspurv, husrødstjert, nordlig stenpikker, stendrossel, sort stork og snefinke, samt et stort antal sjældne rovfugle, for eksempel kongeørn, den slangeørn og vandrefalk.

## Historie

### Antikken
I græsk mytologi fejres Ita/Oeta hovedsageligt som stedet for Herakles død, og romerske forfattere gav endda demiguden tilnavnet Oetaeus. Forberedt på at dø steg han op på Ita-bjerget, hvor han byggede et bål, gav sin bue og pile til Filoktetes og lagde sig ned på bunken, hovedet hvilede på hans kølle, og hans løveskind var bredt ud over ham og befalede Filoktetes at tænde bålet med en fakkel. En anden version af historien hævder, at Zeus kastede et lyn på stedet for Herakles død, og at der fra dette sted udsprang Gorgopotamos-floden. Resterne af et dorisk tempel fra det 3. århundrede f.Kr. dedikeret til Herakles og hans begravelsesbål (Πυρὰ Ἡρακλέους), samt et alter og ruiner af tilstødende bygninger, findes stadig ved indgangen til Katavothra-plateauet i en højde af 1.800 m, nær landsbyen Pavliani. Tempelkomplekset forblev i brug indtil slutningen af romertiden.